# 大陳島撤退
大陳島撤退是第一次臺灣海峽危機的一部分。在1955年（民國四十四年）2月8日至26日，中華民國在美國第七艦隊護航下，將目前屬於浙江省台州列島的大陳島上的2.8万余名居民（居民包含上下大陳島、漁山列島與南麂列島等）全部撤退到台灣。当时的中華民國政府因大陈岛原先的居民“義無反顧、摧家毀舍，選擇追隨中華民國國軍遷台”，稱其為「大陳義胞」。
本次撤退是世界近代史上第一支兩國聯合大艦隊執行，共撤退16,053名國軍官兵及17,132名大陳義胞。

## 背景
1949年，第二次国共内战情勢逐漸明確，中国人民解放军节节胜利，中華民國國軍退守到西南山地與東南沿海的島嶼一帶，繼續進行作戰。1950年，解放军逐步進軍沿海島嶼。春、夏之際，攻占海南島，國軍也自舟山撤退，加上西南山區的部隊逐步退到泰緬邊境，國軍僅固守台灣、澎湖及金馬地區與浙東諸島，並發動沿海的游擊突襲戰術，來牽制干擾解放军。
1950年朝鲜战争爆發，解放军將駐防在東南沿海的兵力移往朝鮮半島，使得大陳島等東南沿海島嶼所受威脅大減，獲得稍微喘息的機會。
1953年韓戰停戰，解放军開始將重心從朝鮮半島移到台灣問題上，東南沿海島嶼是解放军首先要處理的地區。韓戰停戰後，解放军迅速強化東南沿海基礎建設，從1950年起上海修建可供噴射戰鬥機起降的機場，試圖奪取被國軍掌控之制空權。
1954年國共多次於東南沿海進行空戰，位於台灣的噴射戰鬥機航程不足無法支援大陳地區，只能依靠P-47戰鬥機維持戰力；在技術優勢下中国人民解放军空军取得大陳週邊的制空權。9月3日，解放军對金門發動大規模的九三砲戰，引發第一次台海危機。11月14日，於大陳駐守的太平號驅逐艦遭解放軍魚雷快艇擊沉，國軍於大陳地區戰力迅速萎縮，只能固守各島失去主動權。11月，解放军戰機先後濫炸砲擊大陳及一江山:79。
取得客觀條件優勢後，1955年1月18日，解放军发起一江山島戰役，激戰後攻下一江山島。由於一江山島是大陳島的屏障，失去一江山後，大陳島直接暴露在解放军火炮射程內，防守也相對困難很多；加上以距離而論，台灣到大陳島較中國大陸到大陳島的距離遠，在物資補給與戰力維持上相對不易，解放军的米格-15戰鬥機在當地擁有空中优势。另外，中華民國也與美國簽署《中美共同防禦條約》，防禦範圍僅限於台灣與澎湖，而金門、馬祖及大陳島都不在共同防禦的範圍之內，經過多方評估後，最後中華民國政府決定主動撤離大陳島，將大陳島上的居民與軍隊全數遷移至台灣，加強鞏固對台灣本島的防守。

## 一江山島戰役後
1月19日，解放軍3個轟炸機大隊70架飛機空襲大陳。:631月20日，江字級巡邏砲艇鄞江號（PGM-101）在金門海域被解放軍魚雷快艇的魚雷擊中，因損害嚴重除役。1月30日，解放軍下達攻佔大陳列島的命令，當天解放軍空軍20師圖-2轟炸機大隊第二次空襲大陳，造成軍民數十人傷亡，大陳的唯一水庫被炸，庫存淡水流盡，大陳防衛司令劉廉一向國防部長俞大維報告，表示對固守大陳已失去信心。
2月5日，美國空軍RB-45C龍捲風偵察機在執行照相偵察任務時，於平壤以西40海里的黃海上遭到兩架米格-15戰鬥機的攻擊，導致12架護航F-86軍刀戰鬥機和8架米格-15的空戰，兩架（也有說1架）米格機被擊落。此事使得大陳撤退是否能和平進行蒙上陰影。6日，美國第七艦隊開始協助大陳島撤退。7日，第七艦隊指揮官蒲賴德成為《時代雜誌》的封面人物，封面標題是「防衛台灣，美國的亞洲戰略」。2月9日，從美軍胡蜂號航空母艦起飛的一架AD-5W天襲者空中預警機在執行反潛任務時迷航，被浙江松門鎮的解放軍防空高炮擊落，機員三人被國軍巡邏艇救起。

## 撤退過程

### 金剛計劃
2月7日，中華民國總統蔣中正發表《為大陳撤退告海內外軍民同胞書》。中華民國國防部將撤退上下大陳、漁山、披山島四個島上軍民的行動命名為金剛計劃，由美國海軍第七艦隊和國軍合作執行。美軍第七艦隊海空部隊，負責掩護包括上下大陳、漁山及披山島上部隊，以及軍品之轉進。美方所提供運輸船團，只負責上下大陳國軍美械部隊（第四十六師）之撤運。美軍擔任北緯27度以北之海空支援與掩護行動。北緯27度以南之空中掩護，則由國軍空軍擔任。漁山、披山島上的國軍撤退，由國軍船團負責。

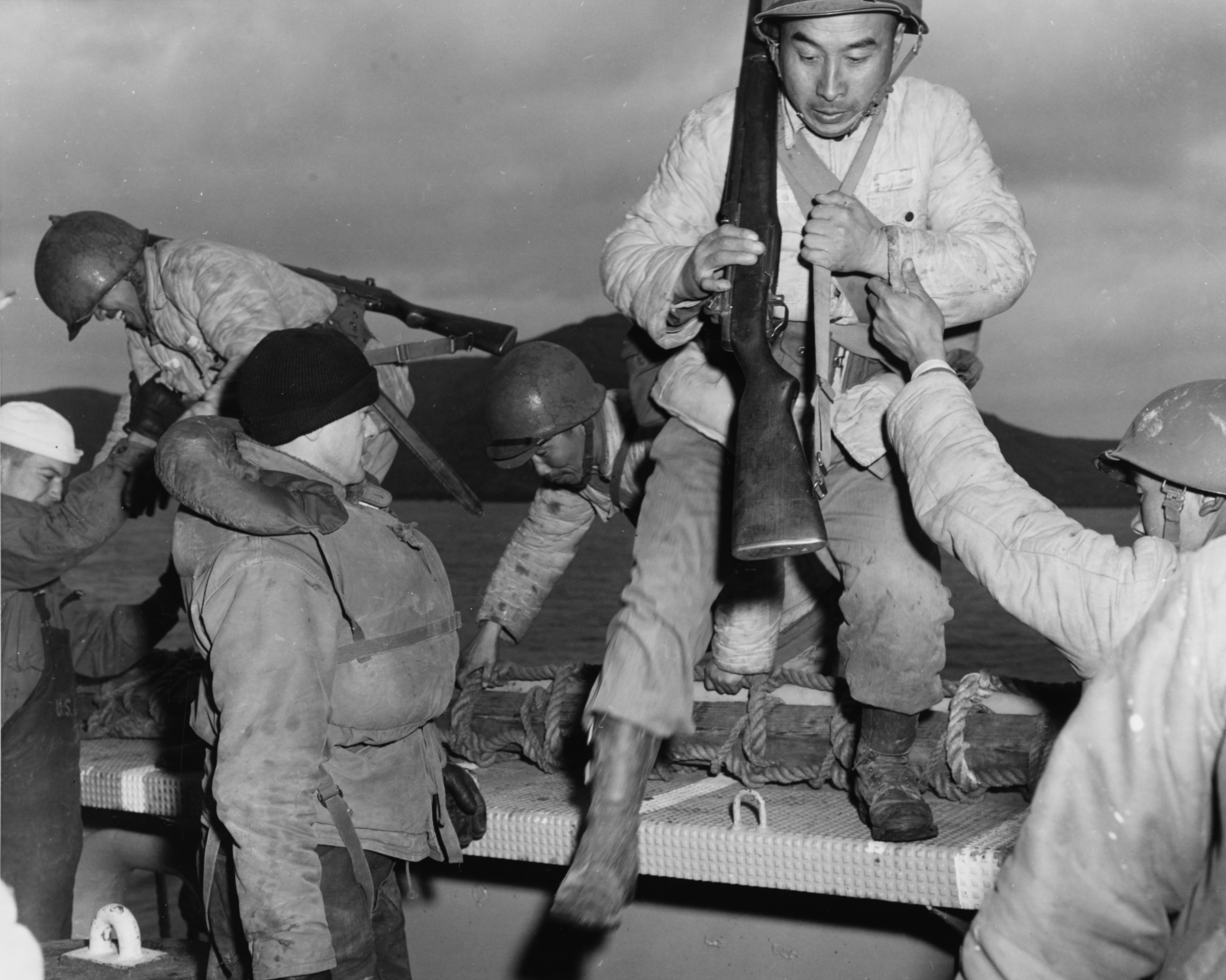
1955年3月2日，國軍第四十六師士兵在撤退期間登上美軍萊納維號攻擊運輸艦

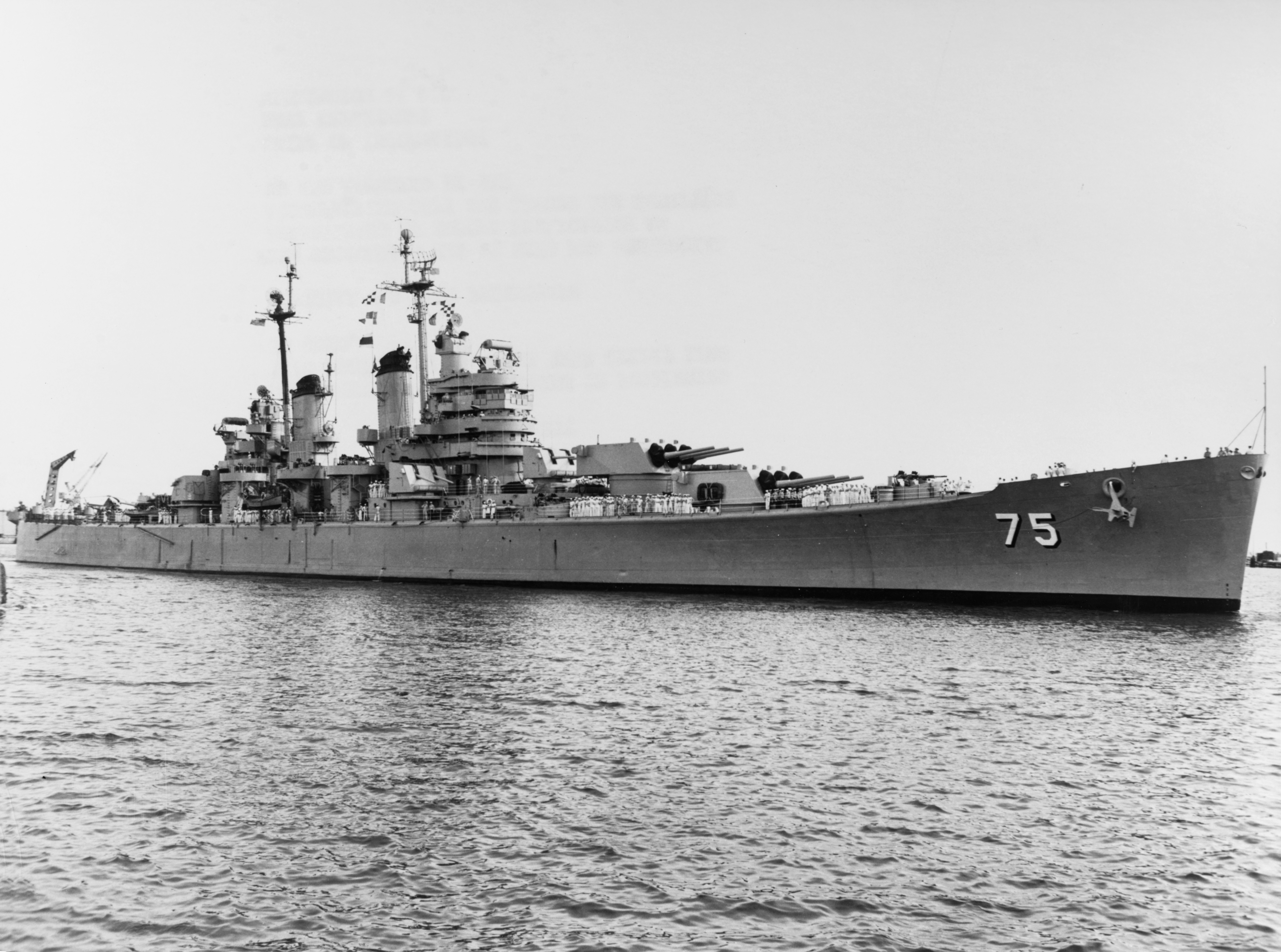
美軍旗艦海倫娜號重巡洋艦

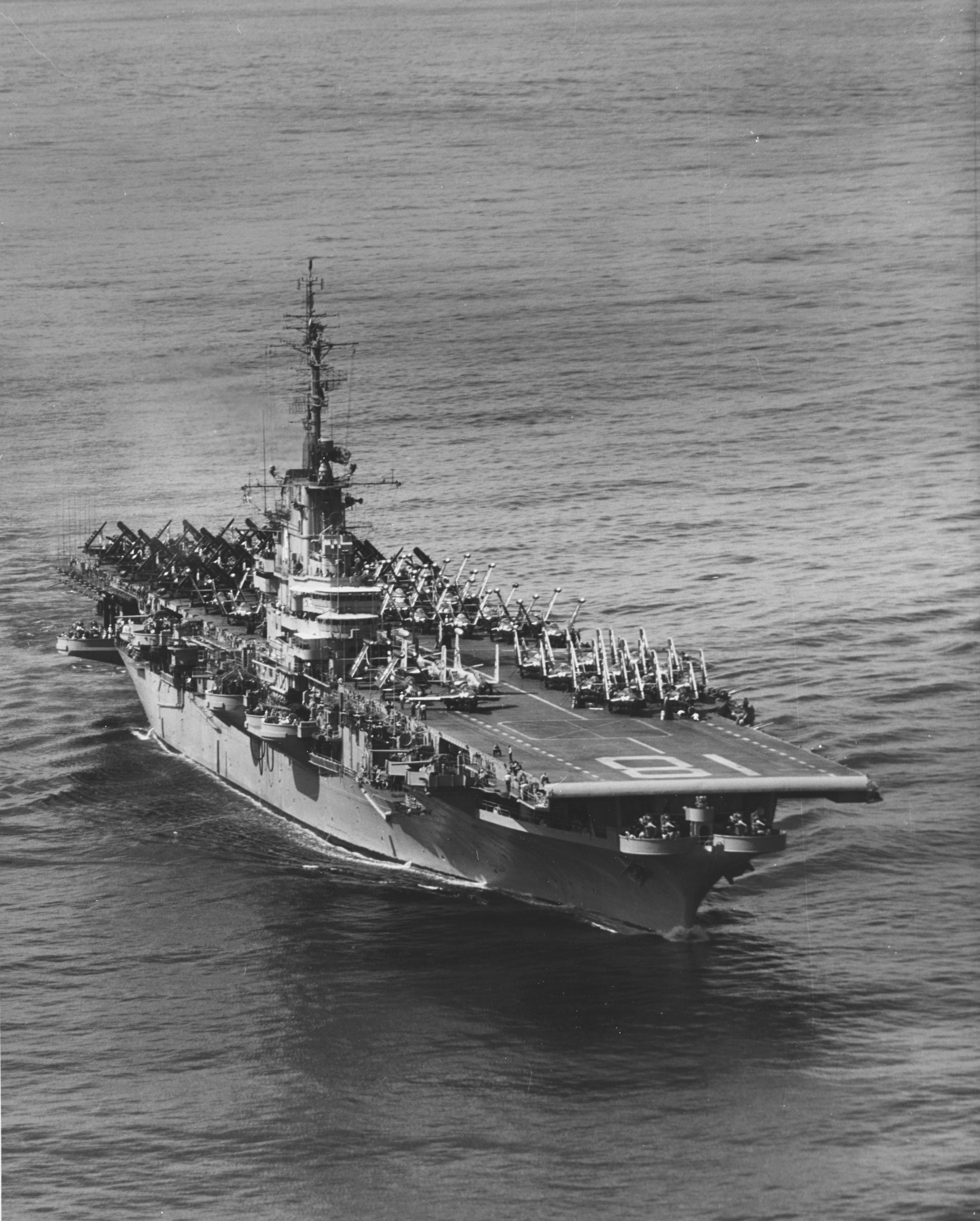
第七艦隊第77特遣部隊的胡蜂號航空母艦 (CV-18)掩護撤退

據美軍資料與劉廣凱回憶，美軍參加金剛計劃的軍艦包括：
- 5艘艦隊航母
  - 艾塞克斯號
  - 約克鎮號
  - 胡蜂號
  - 奇爾沙治號
  - 中途島號[註 2]

可搭載400餘架艦載機
- 1艘反潛航母普林斯頓號[24]
- 3艘重巡洋艦：旗艦海倫娜號（英语：USS Helena (CA-75)）、匹茲堡號（英语：USS Pittsburgh (CA-72)）[25]、托雷多號（英语：USS Toledo (CA-133)）[26]
- 25艘驅逐艦[註 3]
- 2艘火箭艦（英语：LSM(R)-188-class landing ship medium）：聖弗朗西斯河號(LSM(R)-525)[36]、白河號(LSM(R)-536)（英语：USS White River）
- 4艘掃雷艦：雨燕號 (AM-122)（英语：USS Swift (AM-122)）[37]、鷓鴣號 (AM-376)[38]、琵嘴鴨號 (AM-382)（英语：USS Shoveler (AM-382)）[39]、大嘴鳥號 (AM-387)（英语：USS Toucan (AM-387)）[40]
- 3艘武裝人員輔助艦（英语：Attack transport）：亨利科號(APA-45)、萊納維號(APA-195)（英语：USS Lenawee (APA-195)）、比爾號(APA-237)（英语：USS Bexar）
- 2艘武裝運貨艦（英语：amphibious cargo ship）：聯盟號(AKA-106)（英语：USS Union (AKA-106)）、瓦士本號(AKA-108)（英语：USS Washburn (AKA-108)）
- 2艘高速運輸艦：小霍雷斯·A·巴斯號(APD-124)（英语：USS Horace A. Bass (APD-124)）、鮑達克號(APD-132)（英语：USS Balduck）
- 7艘戰車登陸艦：LST-516（英语：USS Calaveras County (LST-516)）、LST-772（英语：USS Ford County (LST-772)）、LST-802（英语：USS Hamilton County）[41]、LST-803（英语：USS Hampden County (LST-803)）、LST-855（英语：USS Kent County (LST-855)）[42]、LST-1141[43]、LST-1159（英语：USS Tom Green County (LST-1159)）
- 2艘LSD船塢登陸艦（英语：Dock landing ship）：美洲獅號（英语：USS Catamount (LSD-17)）[44]、殖民地號（英语：USS Colonial (LSD-18)）[45]
- 3艘通用登陸艇
- 1艘兩棲指揮艦：埃斯特斯號（英语：USS Estes）
- 1艘修理輔助艦（英语：Achelous-class repair ship）：阿斯卡利號(ARL-30)

| 任務            | 艦隊名稱         | 部隊代號                |
| --------------- | ---------------- | ----------------------- |
| 巡邏大陳海面    | 海上作戰部隊     | TF 75（第75特遣部隊）   |
| 空中掩護        | 攻擊航母打擊部隊 | TF 77（第77特遣部隊）   |
| 反潛保護        | 獵殺支隊         | TG 70.4(第70.4特遣支隊) |
| 100海哩空中掩護 | 台灣巡邏艦隊     | TF 72（第72特遣部隊）   |
| 接運撤退        | 兩棲撤退部隊     | TF 76（第76特遣部隊）   |
| 途中補給        | 後勤支援部隊     | TF 73（第73特遣部隊）   |

國軍由52艘艦艇和一個陸戰隊中隊組成「海軍第八五特遣艦隊」執行金剛計劃，劉廣凱司令擔任總指揮官，宋長志少將任參謀長，吳文義少將（陸戰隊）、林鴻炳上校（巡邏艦隊司令）任副參謀長。
| 任務編組 | 指揮官         | 艦名 |
| -------- | -------------- | --- |
| 旗艦     | 艦長李北洲上校 | 太昭艦 |
| 掩護區隊 | 楊元忠少將     | 4艘砲艦 |
| 運輸支隊 | 林溥少將       | 8艘中字號戰車登陸艦、3艘美字號中型登陸艦 |
| 警衛支隊 | 崔之道少將     | 2艘驅逐艦（洛陽艦長俞柏生上校，漢陽艦長張仁耀上校）、4艘護航驅逐艦（太康、太倉、太湖、太昭。指揮官陳慶堃上校。）、6艘巡邏艦（指揮官馬炎衡上校）、1艘砲艦。 |
| 掃雷區隊 | 劉宜敏少將     | 3艘掃雷艦（指揮官易鹗中校）、3艘巡邏艦（指揮官鄒堅中校）、1艘拖船                                                                                          |

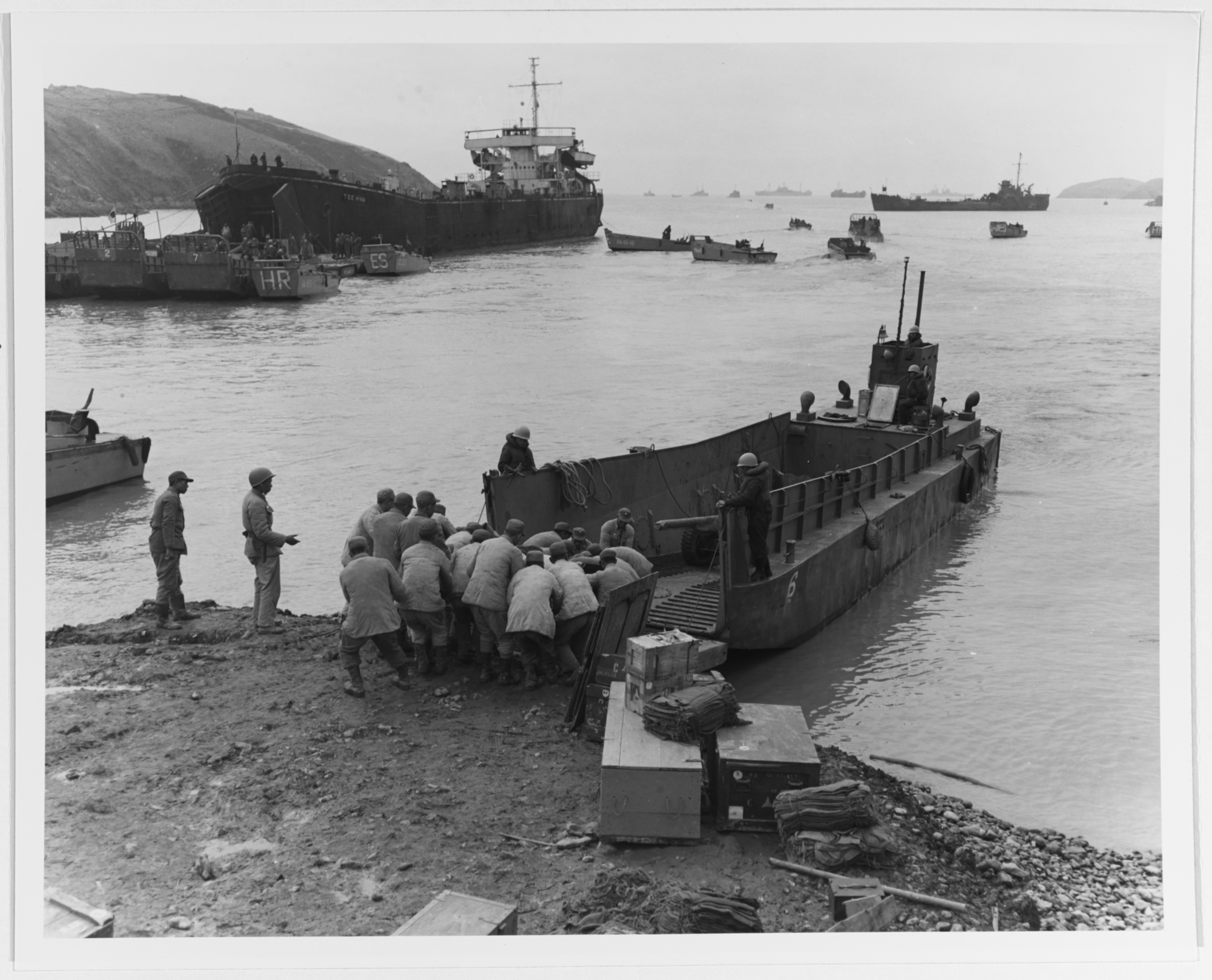
國軍將大砲裝上中型登陸艇。

過程中，美軍主要負責大陳島上居民的撤離，並協助航行路線的防衛，在整个撤退过程中，中国人民解放军没有对此一撤退行动进行干扰。從1月21日至2月8日的18天內，美軍蒲賴德中將先後調集132艘船隻，其中有57艘軍艦，加上艦載機400餘架，掌握了大陳島──台灣──沖繩三角地帶的制空權，控制了台灣對大陳島嶼的運輸線。美軍認為北京政府在韓戰中學到美國海空軍能造成中國的生命財產重大損失，因此在大陳島撤退與八二三炮戰時表現節制。美国政府透過苏联外長莫洛托夫向中華人民共和国政府转达了警告：在美军帮助國軍撤离大陈岛时，解放军不要采取行动。美軍接到的命令是不要吃任何虧。毛澤東因此于2月2日指示解放军不要攻击从大陈岛撤退的美軍與中華民國國军:65:23。

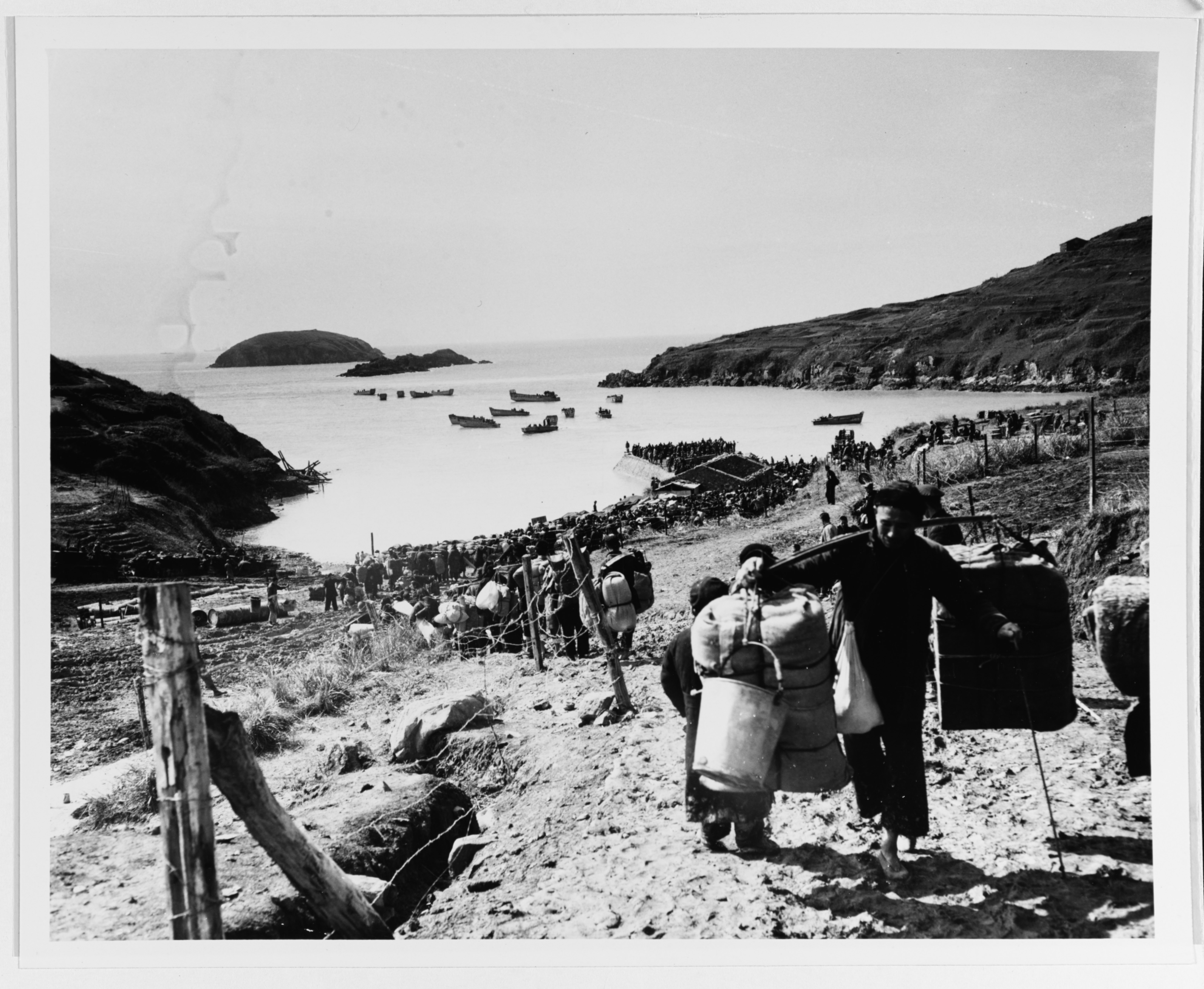
大陳軍民在海灘上等候登上第七艦隊的船

大陳居民相信過一陣子就會回來，因此撤退有秩序，僅帶著簡單家當就登船了。在一江山戰役開始以後志願登記撤離平民，上大陳島有3,937人，下大陳島有10,974人，披山島1,083人，漁山島518人，共16,512人，除3位過70歲的病弱居民外，全部志願赴台。大陳軍民轉移工作順利完成，撤運抵台平民共16,487人:80。大陳島四天共撤離全數大約28,000名居民與軍人，其中居民前往台灣安置，軍隊則移防至金門、馬祖等地。另外有研究指出，當時大陳居民謠傳三種撤離形式，一為先撤離學生，二為撤退婦女、老人、小孩，其餘男性壯丁則須協助軍隊防禦，最後才為全體撤離。:73
| 艦名             | 平民人數          | 軍人人數 | 其他                          |
| ---------------- | ----------------- | -------- | ----------------------------- |
| 國軍             |                   |          |                               |
| 中鼎艦 (LST 203) | 1,744             |          | 泊大沙頭                      |
| 中練艦 (LST 209) | 2,313             |          | 泊大沙頭                      |
| 中建艦 (LST 205) | 2,181             |          | 泊海軍碼頭                    |
| 中程艦 (LST 207) | 2,273             |          | 泊海軍碼頭                    |
| 中勝艦 (LST 211) | 2,374             |          | 泊小康碼頭                    |
| 美軍             |                   |          |                               |
| LST-1159         | 2,144             | 1,100    | 兩趟。加上600噸彈藥和37輛車。 |
| LST-803          | 2,300（軍民合計） |          | [ 54 ]                        |
| LST-855          |                   | 300      | 車輛                          |

國軍在撤退期間，徹底破坏岛上公共與軍事设施（中華民國政府於1950年代初曾建設島上水電、蓋學校）與物資，不留給解放軍利用，除了民房並非破壞目標。解放军登陆大陈岛時，聲稱只找到一位老人和一条狗。后来中华人民共和国政府动员人民上岛垦荒，才让大陈岛恢复了生机:7。

### 飛龍計劃
2月17日，國軍空軍偵察到台山列島海域有解放軍艦艇活動，台山島上也在構築工事。台山島在南麂島以南四十浬，能阻擊南麂島撤退，因此國軍於2月18日發起台山列島海戰，打擊了解放軍往台山島的增援。
2月17日，俞大維請美軍援助以撤退南麂守軍，美軍拒絕。2月21日，蔣中正決定撤守南麂，由國軍獨立執行，代號「飛龍計畫」，編組九五特遣艦隊實行，仍由劉廣凱指揮。2月22日完成作戰計畫。特遣艦隊總計15艘軍艦（見下表），另有行政區隊及陸戰隊、岸動隊等，官兵總數1,800餘人。特遣艦隊於2月24日7時自基隆出發，17時抵南麂島大沙嶴海灘，連夜裝載，於25日天明前撤完，將南麂島的國軍3,608人、反共救國軍819人、行政機關48人、居民1,070人、軍資彈藥1,280噸全部撤離。國軍計先後出動F-47以及F-84戰鬥機共200餘架次支援。2月26日，解放軍進駐南麂島。
| 任務編組 | 指揮官     | 艦名                                                                           |
| -------- | ---------- | ------------------------------------------------------------------------------ |
| 旗艦     | 劉廣凱     | 「太昭」艦(DE-26)                                                              |
| 打擊支隊 | 崔之道少將 | 「洛陽」艦(DD-14)、「太康」艦(DE-21)、「太倉」艦(DE-24)、「太湖」艦(DE-25)     |
| 警衛支隊 | 馬焱衡上校 | 「章江」艦(PC-112)、「貢江」艦(PC-113)、「清江」艦(PC-116)、「珠江」艦(PC-117) |
| 運輸支隊 | 林溥少將   | 「中榮」艦(LST-210)、「中勝」艦(LST-211)、「美宏」艦(LSM-246)及3艘軍租商船     |
| 掩護區隊 | 雷樹昌中校 | 「永壽」艦(PG-49)、「永康」艦(PG-54)                                           |
| 拖船     |            | 「大庾」號(ATA-345)                                                            |

## 抵台後生活

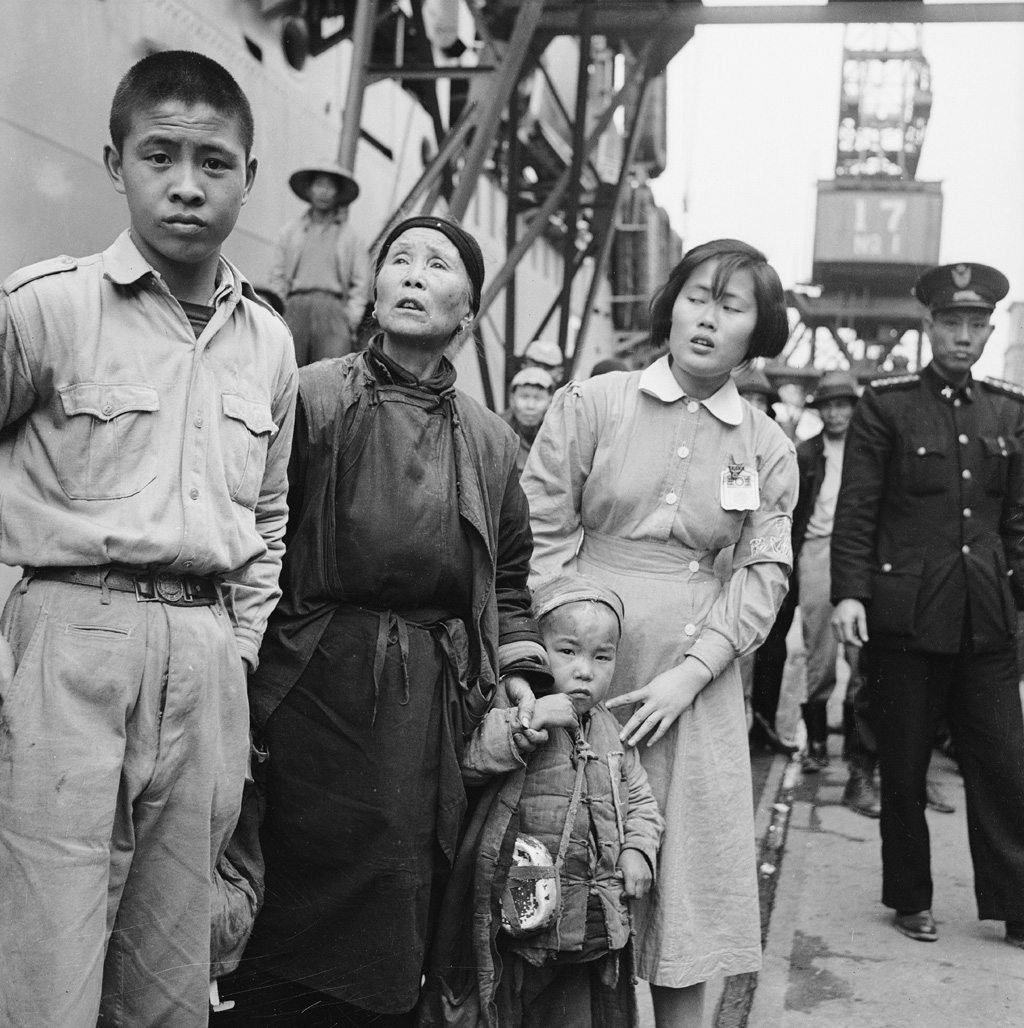
首批抵達台灣的大陳列島居民，攝於1955年。

大陳島撤退後，中華民國在大陸地區只有金門、馬祖兩個據點。撤離的大陳居民先是都在基隆港上岸，而後在基隆停留大約一至兩個星期後，政府按漁、農、工、商等志願名額協助義胞登記職別，再陸續安排分發安置到全台灣各地，包括臺北都會區、桃園市、宜蘭縣、花蓮縣、臺東縣、臺南市、高雄市、屏東縣等縣市，都有大陳島的居民被安置，而他們的後代更是散佈在全台各地。今天在台灣仍可以見到「大陳新村」、「一江新村」等安置大陳居民的地方所在。
為表揚他們對中華民國政府與反共立場的支持，這批撤離的居民在當時多被稱為「大陳義胞」。由於他們的命運曾與中華民國政府緊緊結合，抵台後的大陳居民大多對當時執政的中國國民黨及蔣家有著很強烈的情感認同，日後投效軍旅、公務者不在少數。而在大陳居民的居住區更是有人修建「蔣公廟」，廟內祭拜蔣中正，以表達對其感恩之意，其中以高雄市旗津區大陳新村的蔣公感恩堂最為人所知。
俞大維將共軍轟炸大陳島的炸彈碎片收集後，交由兵工廠手工打造了多把「大陳之劍」，餽贈給駐守島上的團長、師長、司令官、海軍艦隊長等人，日後也親贈一把「大陳之劍」予國防部作戰次長黃世忠。
多數大陳人講台州話以及溫州話，為吳語的一支，還有人講福州話，為閩東語的一支，抵臺後難以與臺灣的主流族群閩南人溝通，因而陷入孤立狀態。但也有少部分如漁山島居民先祖來自福建閩南地區，以講閩南語為主，抵臺後與使用臺語的閩南裔臺灣人幾乎沒有隔閡。漁山島居民在台東富岡漁港形成聚落富岡新村，藝人柯受良出身在此。大陳島居民遷往台灣後，生活相當困苦，其中有人自言居住環境比當初在大陳島上要差很多，大陳島居民後代為紀念播遷、安居的故事，組織了保留歷史，介紹過往的活動或機構，如：大陳文化節、大陳故事館。部分大陳人後來移民美國，大陳主廚影響了美式中餐。

## 註
1. ↑  有大陸來源使用舊稱「寶應」號[7]
2. ↑  劉廣凱說4艘航母，缺中途島號；《美國海軍軍艦辭典》說是5艘艦隊航母[1]。中途島號2月6日才到位，加入第77特遣部隊。[23]
3. ↑  驅逐艦包括：佛萊契爾號(DD-445)[27]、伊瑟伍德號(DD-520)、安曼號(DD-527)、梅蘭利號(DD-528)、斯托達號(DD-566)、布萊恩號(DD-630)、康格斯維爾號(DD-651)、英格索爾號(DD-652)、納普號(DD-653)[21]、霍普維爾號(DD-681)[28]、沃克號(DD-723)、歐布萊恩號(DD-725)[21]、弗蘭克·諾克斯號(DD-742)[29]、哈里·E·哈伯德號(DD-748)、理查德·B·安德森號(DD-786)[21]、霍利斯特號(DD-788)[30]、卡彭特號(DD-825)[31]、安傑霍姆號(DD-826)、歐內斯特·G·斯莫號(DD- 838)、鮑塞爾號(DD-845)[21]、奧茲本號(DD-846)[32]、阿諾德·J·伊斯貝爾號(DD-869)[33]、羅傑斯號(DD-876)[34]、帕克斯號(DD-884)[35]，以及護航驅逐艦納菲號 (DE-352)[21]